# Borschemich
Borschemich was een plaats in de Duitse gemeente Erkelenz, deelstaat Noordrijn-Westfalen, en telde tot 2017 518 inwoners .
Het dorp lag in het gebied van de bruinkooldagbouw Garzweiler. In 2018 begon de afgraving van het gebied waar het dorp ten behoeve van de bruinkolenwinning was gesloopt. De herhuisvesting van de bewoners werd gestart in 2007. In het noorden van Erkelenz, ten wesen van Mennekrath, is voor de inwoners een nieuwe wijk gebouwd met de naam Borschemich (neu).

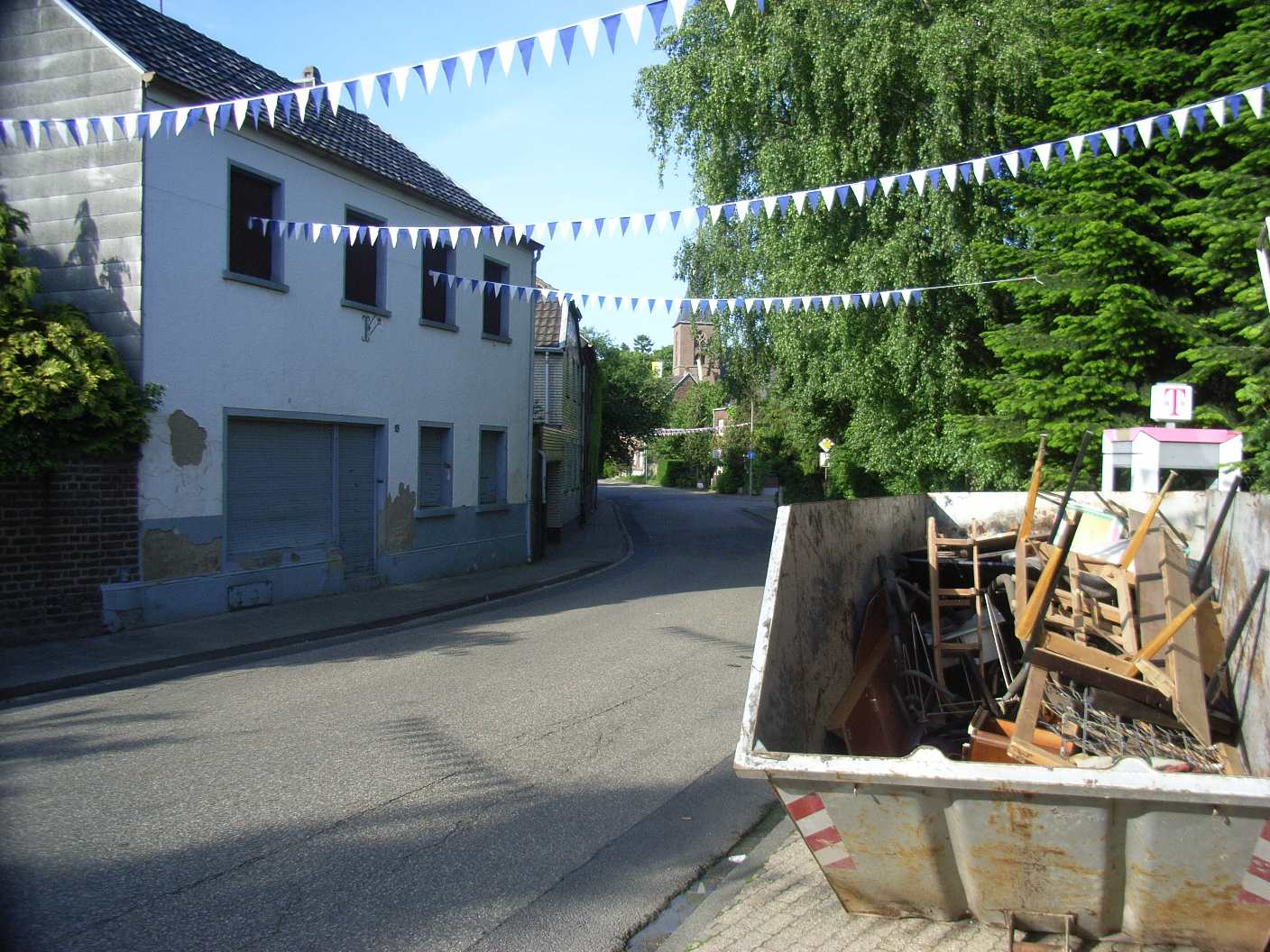
Hoofdstraat met leegstaande huizen
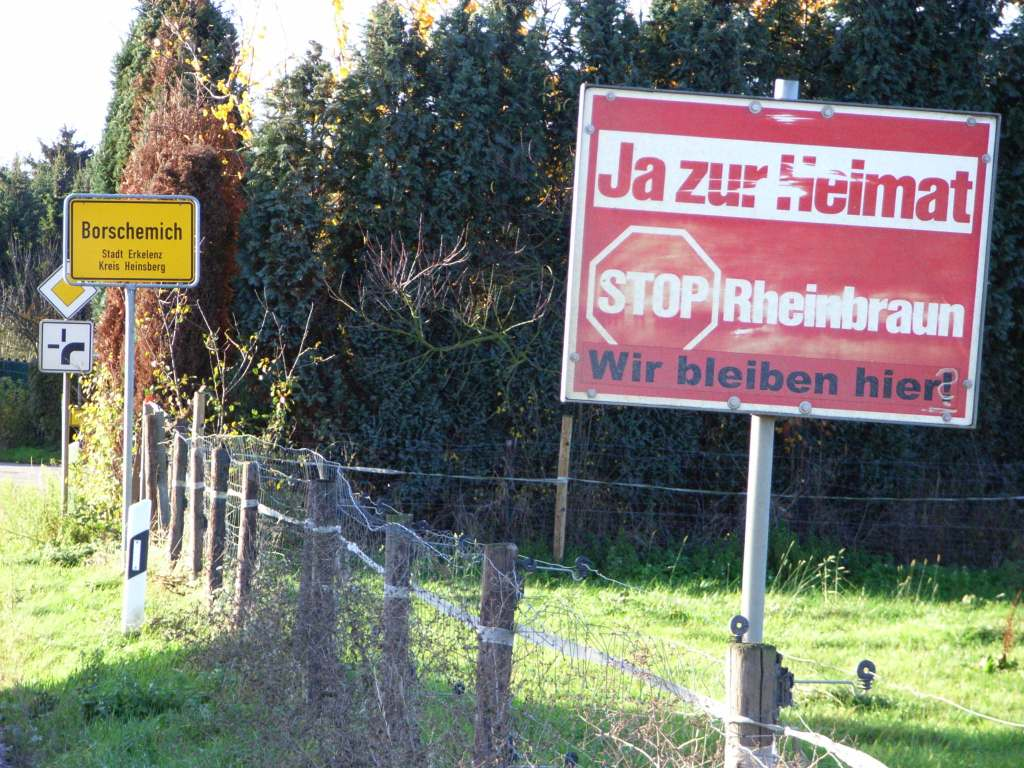
Protest tegen de sloop van het dorp
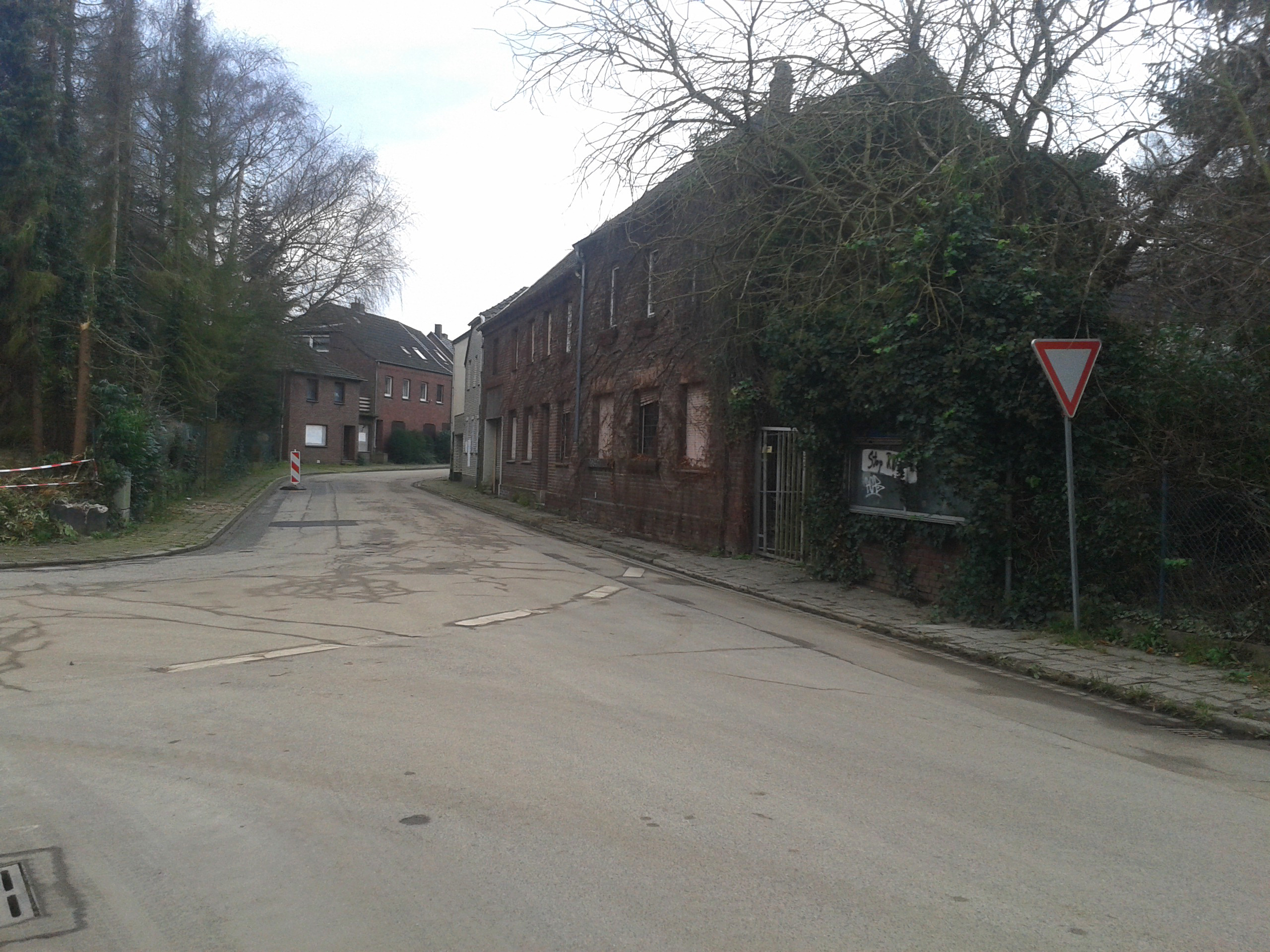
Verlaten straat